# Eilema elophus
Eilema elophus är en fjärilsart som beskrevs av Rothschild 1916. Eilema elophus ingår i släktet Eilema och familjen björnspinnare. Inga underarter finns listade i Catalogue of Life.